# ایریس فولکنر
ایریس فولکنر (آلمانی: Iris Völkner؛ زادهٔ ۱۶ اکتبر ۱۹۶۰) قایقران روئینگ زن اهل آلمان بود.